# Византийско-норманнские войны
Войны между норманнами и Византийской империей велись с 1040 по 1185 год, когда было подавлено последнее норманнское вторжение в Византийскую империю. В конце конфликта ни норманны, ни византийцы не могли похвастаться большими успехами. К середине XIII века изнурительные войны с другими державами ослабили их самих.

## Нормандское завоевание Южной Италии
Первоначальное военное участие норманнов в южной Италии было на стороне лангобардов против византийцев. В конце концов, некоторые норманны, в том числе могущественные братья де Отвиль, служили в византийской армии Георгия Маниака, стремившегося отвоевать Сицилию у арабов. Однако против своих работодателей, когда эмиров оказалось трудно победить. К 1030 году Райнульф стал графом Аверсы, что ознаменовало начало постоянного норманнского поселения в Италии. В 1042 году Вильгельм Отвиль стал графом Апулии и Калабрии, выбрав сюзереном князя Салерно Гвемара IV. Чтобы ещё больше укрепить связи и легитимность, Роберт Гвискар также женился на лангобардской принцессе Сишельгаите в 1058 г. После смерти Гуаймара норманны становились все более независимыми в Южной Италии, что привело их к прямому конфликту с Византией.
В то время, когда норманны завоевали южную Италию, Византийская империя находилась в состоянии внутреннего упадка; за это время норманны укрепили свое влияние в Сицилии и Италии.
Реджо-Калабрия, столица тагмы Калабрия, была захвачена Робертом Гвискаром в 1060 году. В то время византийцы владели несколькими прибрежными городами в Апулии, в том числе столицей катепаната Италия Бари. В 1067—1068 годах они оказали финансовую поддержку восстанию против Гвискара. В 1068 году норманны осадили Отранто; в том же году они начали осаду самого Бари. После победы над византийцами в серии сражений в Апулии и после того, как две крупные попытки освободить город потерпели неудачу, город Бари сдался в апреле 1071 года, положив конец византийскому присутствию в южной Италии.
В 1079—1080 годах византийцы снова поддержали восстание против Гвискара. Эта поддержка в основном заключалась в финансировании небольших групп нормандских наемников для помощи в восстании.
C 1061 по 1091 г. норманны закрепили за собой Сицилию, только в 1130 году она и южная Италия объединились в одно королевство при Роджере II.

## Первое вторжение на Балканы (1081—1085)

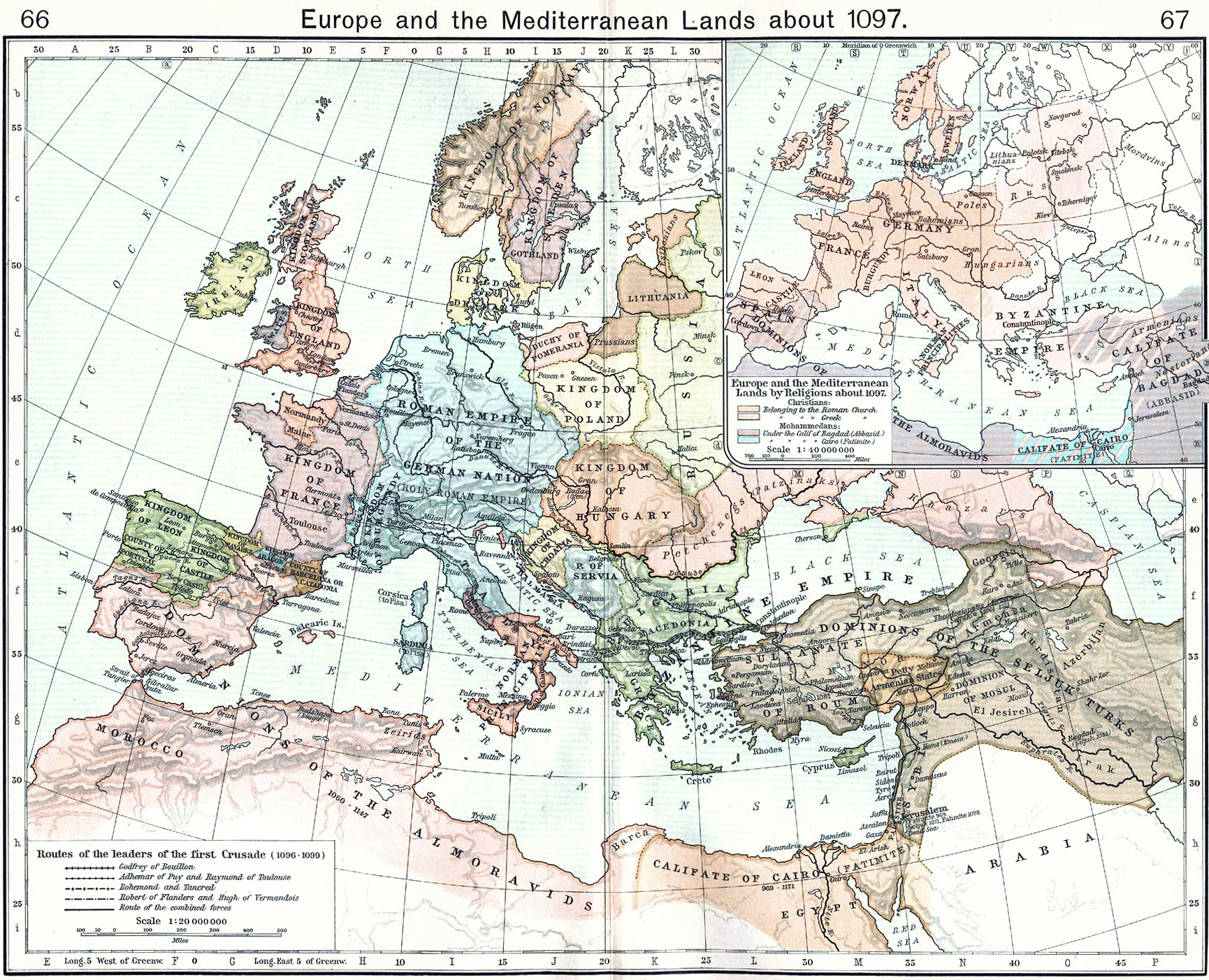
Европа в 1085 г.

После успешного завоевания южной Италии норманны во главе с Робертом Гвискаром не видела причин останавливаться: Византия ещё больше разлагалась и выглядела созревшей для завоевания. Дальнейшей настоятельной мотивацией норманнов к вторжению была последовательная поддержка византийцами восстаний против Роберта Гвискара. В частности, западная окраина Византийской империи была известна как убежище для групп повстанцев. 
В тот год, когда восстание фракийской знати привело Алексея во дворец, норманны под командованием Роберта Гвискара переправились через Адриатическое море и осадили Диррахий. В лагере Роберта находился самозванный Михаил VII Дука, официальной целью похода было вернуть престол несправедливо низложенному императору. Кое-кто из византийских вельмож поспешил принять сторону самозванца, но жители Диррахия отказывались открыть ворота. Славяне Дубровника и других далматинских городов оказали поддержку норманнам.
После поражения при Диррахии северная Греция на несколько лет оказалась под властью норманнов. Они пересекли Эпир и Фессалию и осадили Ларису. Византийцы терпели одно поражение за другим, но в ходе них научились бороться с главной силой норманнкого войска — тяжелой кавалерией (разбрасывая железные колючки на её пути, обстреливая стрелами, выкатывать лёгкие повозки с пиками). В мае 1082 г. Алексей подписал договор с венецианцами, обещав щедрые дары и торговые привилегии в обмен на военную помощь. Алексей нанимал сельджукские войска и одновременно поддерживал заговоры норманнской знати. Также Алексей подкупил императора Священной Римской империи Генриха IV суммой в 360 000 золотых монет с целью нападения на норманнов в Италии, что вынудило Гвискара сосредоточиться на обороне своей территории в 1083—1084 годах.
Роберту пришлось удалиться в Италию, где междоусобицы настоятельно требовали его присутствия. Венецианцы разбили норманнскую эскадру у Бутрота и взяли в плен жену короля. Алексей принудил к сдаче норманнский гарнизон в Кастории и милостиво отпустил на родину пленных рыцарей после того, как они поклялись не поднимать оружия. Сын Роберта Боэмунд был разбит в упорном сражении близ Лариссы. Вернувшийся Роберт в 1085 г. стал жертвой чумы, а вслед за тем византийцы вернули себе Диррахий.
Норманнская опасность на время прекратилась со смертью Роберта Гвискара в 1085 году в сочетании с византийской победой и решающей венецианской помощью, которая позволила византийцам вернуть себе Балканы. Алексею пришлось предоставить венецианцам и в целом итальянцам привилегии, чтобы обеспечить их поддержку, что в конечном итоге привело к тому, что они контролировали финансовый сектор империи и, в конечном итоге, к Четвёртому крестовому походу.

## Антиохия (1104—1140)

Ближний восток в 1135 году, между первым и вторым крестовыми походами.

Во время Первого крестового похода византийцы смогли в некоторой степени использовать норманнских наемников, чтобы победить турок-сельджуков в многочисленных сражениях. Эти норманнские наемники сыграли важную роль в захвате нескольких городов. Предполагается, что в обмен на присягу на верность Алексей пообещал Боэмонду землю вокруг города Антиохия, чтобы создать буферное вассальное государство и одновременно удержать Боэмунда от Италии. Однако, когда Антиохия пала, норманны отказались отдать её, хотя со временем было установлено византийское господство.
Боэмунд укреплял свои позиции в Северной Сирии и Киликии, но в 1104 г. его войско в союзе с Эдессой было разбито мусульманами в битве под Харраном. Неудачи Боэмунда в борьбе с мусульманами облегчили действия Алексея: византийские полководцы отняли у норманнов киликийские города. В поисках помощи Боэмунд отправился на Запад, оставив своим наместником родственника Танкреда. Боэмунд обвинял императора в предательстве крестоносного дела, в союзе с турками.
Боэмунд собирал воинов в Италии, призывал папу к крестовому походу против Константинополя, заключил союз с французским королем Робертом II и в октябре 1107 г. высадился близ Диррахия. Византийская армия (включая присланные Кылыч-Арслан контингенты) окружила норманнов, и Боэмунду пришлось подписать в 1108 г. Девольский договор, по которому отказывался от прав на киликийские владения, признавал Антиохию леном от императора, обещал ему военную помощь и соглашался с подчинением антиохийской церкви Константинополю.
Опасаясь, что это свидетельствует о намерениях Византии отвоевать южную Италию и лишить его сюзеренитета над норманнами, папа Иннокентий II объявил императора отлученным от церкви и пригрозил теми же последствиями любому латинскому христианину, который служил в его армии. Со смертью Иоанна Комнина Антиохийское княжество снова добилось независимости и вторглась в Киликию . Быстрый и энергичный ответ Мануиля Комнина позволил византийцам добиться ещё более благоприятного modus vivendi с Антиохией (в 1145 г. княжество обязалось выставлять отряд войск и допустить в город византийский гарнизон). Однако городу были даны гарантии защиты от нападений сельджуков и Нур ад-Дин Занги воздержался от нападения на северные части княжества.

## Второе вторжение на Балканы (1147—1149)
В августе 1147 г., в то время, когда Мануил был занят участниками крестового похода, Рожер II внезапно напал на Византию. Он занял остров Корфу, разграбил богатейшие города Греции — Коринф и Фивы, опустошил Эвбею. Норманны увели из Греции многочисленных ткачей, положив таким путем основание шелкоткачеству в Палермо.
Война скоро переросла рамки норманно-византийского конфликта. Норманны привлекли на свою сторону сербов и венгров и стремились заключить союз с французским королем Людовиком VII , в 1148 году Мануил заручился поддержкой императора Священной Римской империи Конрада III (союз «двух империй» был закреплен династическим браком между братом Конрада и племянницей Мануила, но Рожеру удалось поднять против Конрада баварских феодалов, и германскому королю пришлось улаживать внутренние дела) и Венеции, чей флот победил силы Роджера.
Центром войны стал остров Корфу, куда были стянуты византийские и венецианские силы. Осада шла вяло, и в лагере осаждающих скоро возникли разногласия. После победы над половцами в 1148 г. Мануил вместе с освободившимися войсками сам прибыл на Корфу. Взять крепость штурмом не удалось: осажденные сбрасывали в море осадные лестницы и градом камней преграждали дорогу византийцам. Но успехи антинорманской коалиции на море, голод и невозможность Рожера оказать им поддержку заставили в августе 1149 г. норманский гарнизон сложить оружие; значительная часть норманнов во главе с комендантом Корфу Феодором перешла на службу империи. Развивая успех, Мануил рассчитывал перенести военные действия в Сицилию и Италию, подтверждая опасения норманнов. Однако буря рассеяла византийские корабли, к тому же Рожеру удалось возбудить против Византии сербов и венгров и Мануилу пришлось немедленно возвратиться на Балканы.
В ответ Рожер II послал Георгия Антиохийского с 40 кораблями, которые дошли в 1157 г. до Константинополя и осыпали серебряными стрелами императорский дворец. Мануил уже договорился с Конрадом о совместном вторжении и разделе южной Италии и Сицилии. Возобновление союза с Германией оставалось основным направлением внешней политики Византии до конца правления Мануила, несмотря на постепенное расхождение интересов двух империй после смерти Конрада. Однако, пока Мануэль находился в Валоне, планируя наступление через Адриатику, сербы восстали, представляя опасность для византийских баз на Адриатике.

## Вторжение в Италию (1155—1156)
Смерть Рожера в феврале 1154 года, массовые восстания против нового короля Вильгельма II на Сицилии и Апулии, присутствием апулийских беженцев при византийском дворе и плохие отношения нового императора Священной Римской империи Фридриха Барбароссы с норманнами побудил Мануила воспользоваться ситуацией в Италии. Он послал севастов Михаила Палеолога и Иоанна Дуку с византийской армией, 10 кораблями и большим количеством золота для вторжения в Апулию (1155 г.). Им было также приказано заручиться поддержкой Фридриха, поскольку он враждебно относился к сицилийским норманнам и в то время находился к югу от Альп, но тот отказался, потому что его деморализованная армия стремилась вернуться к северу от Альп как можно скорее. Тем не менее, с помощью недовольных местных баронов, включая графа Роберта де Лорителло, экспедиция достигла успехов, южная Италия подняла восстание против сицилийской короны и неиспытанного Вильгельма. Последовала череда впечатляющих успехов, когда многочисленные крепости и города Южной Италии, в том числе Бари и Трани, брались штурмом или подкупались.
Смерть Михаила Палеолога, замененного близким родственником императора и великим дукой Алексеем Вриеннием, затянувшаяся осада Бриндизи, отход венецианцев ослабили византийскую армию. Вильгельм и его армия высадились на полуострове и 28 мая 1156 года уничтожили греческий флот и армию в Бриндизи и вернули Бари, взяв в плен Вриенния и Дуку. Папа Адриан IV 18 июня 1156 г. подписал с Вильгельмом Беневентский договор, отказавшись от поддержки восставших и признав Вильгельма королем. Летом 1157 г. он послал флот из 164 кораблей с 10 тыс. солдат, чтобы разграбить Эвбею и Альмиру.
Новая византийская экспедиция под командованием Алексея Аксуха в 1157 г. не принесла успеха. Военные неудачи и опустошение казны заставили Мануила искать мира, который был заключен при содействии папы в 1158 г. При этом договор 1158 г. обусловливал, что Вильгельм будет содействовать Мануилу против его врагов на Западе. В дальнейшем византийские дипломаты добивались упрочения норманно-византийского союза через личную унию обоих государств, и предлагают Вильгельму II стать наследником Мануила.

## Третье вторжение на Балканы (1185—1186)
В 80-х годах XII в. вновь обостряются отношения Византии и норманнов. Византийская империя продолжала оставаться потенциальным врагом Норманского королевства, хотя никто ещё не понимал, что после смерти Мануила Комнина империя отказалась от попыток отвоевать свои владения в Италии. В то же время в XI—XII вв. война для норманских феодалов являлась одним из основных источников обогащения. Ведомые в 1170—1180-х годах войны с марокканскими правителями Альмохадами кончились безрезультатным миром.
Это дало возможность норманскому королю Вильгельму II направить все силы против Византии, в которой тогда после смерти Мануила через переворот пришёл к власти Андроник. Для придания законности он выступил как защитник якобы уцелевшего императора Алексея II Комнина, которым на самом деле был крестьянин из под Вагентии (близ Диррахия). В стане норманского короля находился и внучатый племянник Мануила I Алексей, который после долгих странствий по свету (он побывал и на Руси) приехал в Сицилию и также склонял норманнов к походу, обещая поддержку всех недовольных политикой императора Андроникаю.
24 июля 1185 г. норманны без труда овладели Диррахием и начали двигаться к Фессалонике; 15 августа к городу подошли и флот. Командующий обороной Давид Комнин зная о приближении врага, он не пожелал или не сумел организовать оборону должным образом (не были заготовлены камни для метательных машин, не хватало стрел, осажденные страдали от жажды из-за недостатка запасов волы), в результате чего город был относительно легко захвачен нормандскими войсками. Последующая паника привела к восстанию, в результате которого на трон взошел Исаак II Ангел.
После падения Андроника усиленная византийская полевая армия под командованием Алексея Враны нанесла решительное поражение норманнам в битвах Мосинополе и Деметрицесе. Норманны оставили Фессалонику, остров Корфу и Диррахий; по-видимому, около 1187 г. был подписан мирный договор, по которому обе стороны обязались освободить пленных. Только Кефалония и Закинф остались под властью норманнов, будучи в качестве графства даровано адмиралу Маргариту из Бриндизи.

## Последствия
Поскольку норманны не смогли захватить Балканы, они обратили свое внимание на европейские дела. Тем временем у византийцев не было ни воли, ни ресурсов для какого-либо итальянского вторжения со времен Мануила Комнина. После третьего вторжения выживание Империи стало для византийцев важнее захвата территорий по другую сторону Адриатического моря. Смерть Вильгельма II, оставшегося без наследника, привела к нестабильности и потрясениям в королевстве, и к 1194 году к власти пришли Гогенштауфены, которых в 1266 году сменили анжуйцы. Сменявшие друг друга сицилийские правители в конечном итоге продолжили норманнскую политику господства над поствизантийскими государствами в Ионическом море и Греции, пытаясь установить сюзеренитет над Корфу, окончательно завоеванной в 1260 г, графством Кефалония и Закинфом, Эпиром и другими территориями.